# I proteiformi
I proteiformi è un romanzo fantascientifico dello scrittore statunitense Poul Anderson, pubblicato originariamente come racconto con il titolo di Silent Victory nel 1953, successivamente ampliato in forma di romanzo ed edito nel 1959 come The War of Two Worlds.
Il romanzo tratta alcuni dei temi ricorrenti nella letteratura di Paul Anderson: una guerra catastrofica che sconvolge l'umanità, bombardamenti dallo spazio, capitolazione, carestie ed epidemie.

## Trama
(Poul Anderson, I proteiformi)
Nell'anno 2043 la Terra, già provata da una precedente conflitto mondiale, è da poco uscita sconfitta da una nuova guerra contro i marziani. Le ostilità, iniziate apparentemente per futili motivi, hanno causato pesanti perdite in entrambi gli schieramenti. I marziani, seppure non inclini alla vendetta e di animo generoso, hanno comunque deciso di non permettere ai terrestri di risollevarsi, preferendo impedirne lo sviluppo tecnologico industriale ed economico, per prevenirne ogni velleità di rivalsa. I marziani hanno occupato la Luna installando su di essa una batteria di armi atomiche con la quale tengono di mira la Terra, minacciando ripercussioni in caso di ribellione.
David Arnfeldt, ufficiale delle forze terrestri in smobilitazione, vice comandante di un avamposto spaziale, viene rimpatriato sulla Terra. Intere città sono state distrutte e il pianeta è afflitto da carestia, epidemie e degrado. Il governo mondiale è stato spostato in Brasile e le forze di occupazione marziane hanno preso il controllo di tutti i punti chiave. Durante il difficile viaggio verso casa David conosce Catherine "Kitty" Hawthorne, giovane vedova di guerra con una figlia piccola che disperata gli si offre in cambio di denaro. David rifiuta l'offerta ma decide comunque di aiutare Kitty e la piccola Alice portandole con sé lungo il difficile viaggio. Una volta giunti nella grande villa di David, con disappunto la trovano già occupata dai marziani. Il comandante alieno, Regelin dzu Coruthan di nobili origini, si rammarica di non poter trasferire i suoi uomini in altro luogo e riconosce a David una cifra quale affitto. La convivenza tra i terrestri e i marziani sotto lo stesso tetto inizialmente è problematica a causa dell'intolleranza di David e di Kitty verso gli invasori ma la frequentazione porterà i due gruppi a stimarsi reciprocamente. In particolare David e Regelin, entrambi ex combattenti scopriranno che la guerra ha avuto inizio non chiaro e che discutibili scelte tattiche effettuate dai comandanti in capo dei due schieramenti hanno protratto la guerra oltre il necessario e causato ingenti inutili perdite tre le file marziane e terrestri.
Un giorno nella villa giungono due ispettori governativi, un marziano e un terrestre, i cui comportamenti insospettiscono Kitty; la donna scopre che i due comunicano tra loro, di nascosto, in una lingua sconosciuta e che nascondono nei bagagli documenti e armi di ignota tecnologia. Avvisato da Kitty, David mette in guardia Regelin che dopo iniziali difficoltà decide di dare credito al terrestre informando il comando superiore della scoperta. David, temendo che i due infiltrati godano di protezioni nei vertici marziani e che a seguito della denuncia tutti i testimoni possano essere eliminati, tenta la fuga e nella colluttazione ferisce uno dei due infiltrati: nella sorpresa generale questi perde la fisionomia terrestre e si trasforma in un alieno. Regelin intuisce quindi che gli alieni mutaforma si sono infiltrati tra i terrestri e i marziani, occupando tutti i posti di comando per fomentare la guerra tra le due razze a proprio vantaggio. La fuga rimane l'unica soluzione immediata e quindi David, Kitty e Alice, insieme a Regelin scappano cercando di raggiungere alcuni loro ex commilitoni per avvisare le rispettive razze dell'imminente pericolo. Durante la fuga il gruppo apprende che l'invasione di quella che si rivela essere una razza mutante proveniente da Sirio, i "Tahowass", capaci di assumere le più disparate fisioniomie, è in corso da anni e che gli apparenti errori tattici che hanno protratto la guerra aumentando le perdite, sono stati voluti e orchestrati dai tahowass sostituitisi ai comandanti e governanti terrestri e marziani.
Grazie agli infiltrati tra i marziani, i mutaforma di Sirio riescono a stringere d'assedio i fuggiaschi. Messi alle strette Regelin e David si fingono morti, uccisi da Kitty, che finge di averli traditi per avere salva la vita della figlia Alice. I cadaveri dei due, ritrovati dai Tahowass, sono invece quelli di due dei loro compagni mutaforma, indotti a assumerne l'aspetto. I due amici, fuggiti indenni, organizzano congiuntamente le forze terrestri e marziane per smascherare i piani degli invasori e arrestare il loro capo, "Intelligenza Suprema".
David e Kitty, nel frattempo sposatisi durante la latitanza, si ricongiungiungono, Regelin e i suoi compagni marziani riconsiderano le condizioni di resa terrestri, gettando le basi per una proficua e reciproca collaborazione tra i popoli.

## Personaggi
David Mark ArnfeldEx astronauta e ufficiale delle forze armate terrestri.
Christine "Kitty" HawthorneVedova di guerra con una figlia piccola, vive tra gli stenti fino a quando incontra David e lo accompagna nel suo viaggio verso casa. Diventerà sua moglie.
AliceLa figlia di Kitty, presa in ostaggio dai tahowass.
Regelin dzu CoruthanUfficiale marziano, viene avvisato da David del tentativo di invasione aliena da parte della razza mutaforma dei tahowass, diserta per tentare di arrestare l'invasione e diventa grande amico di David e di Kitty, nonostante le iniziali diffidenze reciproche.
Radeef l'al KeessubAliena mutaforma proveniente da Sirio, sostituitosi ad un terrestre di nome Gellert. Viene smascherata da David e da Regelin, rapita e poi uccisa. Da questa i due apprendono la storia degli alieni invasori e i loro piani di invasione.
Bill HansenMedico terrestre. Cura Alice e aiuta i fuggiaschi fornendo loro rifugio. Viene scoperto dagli alieni tahowass e ucciso.
Intelligenza SupremaCapo degli alieni provenienti da Sirio e infiltrati tra i terrestri e tra i marziani per fomentare la guerra tra i due popoli.

## Edizioni
- Poul Anderson, Silent Victory, pubblicato in: (EN) AA.VV., Two Complete Science-Adventure Books, a cura di Katharine Daffron, vol. 10, Wings Publishing, 1953.
- (EN) Poul Anderson, The War of Two Worlds, 1ª ed., Ace Books, 1959.
- Poul Anderson, I proteiformi, traduzione di Patrizio Dalloro, Urania, vol. 255, Mondadori, 1961,  p. 128.
- Poul Anderson, I proteiformi, traduzione di Giorgio Monicelli, Urania, vol. 533, Mondadori, 1970,  p. 168.
- I proteiformi, pubblicato nell'antologia:  Poul Anderson, Il futuro della terra, Biblioteca di Urania, vol. 5, Mondadori, 1980,  p. 552.